# Конституция Королевства Югославии 1931 года
Конституция Королевства Югославии 1931 года (серб. Устав Краљевине Југославије / Ustav Kraljevine Jugoslavije; также известна как «Сентябрьская конституция» или «Октроированная конституция») — вторая и последняя конституция Королевства Югославия. Была октроирована указом короля Югославии Александра I Карагеоргиевича от 3 сентября 1931 года с целью завершения диктатуры 6 января.
Формально применялась до конца существования Королевства Югославия, то есть до принятия Конституции Федеративной Народной Республики Югославия в 1946 году.

## Предыстория
Видовданская конституция Королевства СХС обладала множеством недостатков, включая институциональные, политические, национальные и экономические противоречия. Политическое противостояние, особенно между сербами и хорватами, достигло апогея после инцидента в Народной скупщине в 1928 году, который король Александр использовал как предлог для государственного переворота. 6 января 1929 года король приостановил действие Видовданской конституции, распустил Народную скупщину и запретил все политические партии, установив личную диктатуру (так называемая диктатура 6 января). Этот шаг нарушил конституционный порядок, превратив Королевство СХС в абсолютную монархию. Вся власть в стране сосредоточилась в руках монарха, без каких-либо конституционных ограничений.
Король издал ряд законов, которые заложили правовую основу диктатуры, среди которых четыре были ключевыми. Закон о королевской власти и верховном государственном управлении 1929 года преобразовал Королевство СХС в наследственную монархию с абсолютистским режимом, в которой вся власть сосредоточена в руках короля. Законом о защите общественной безопасности и порядка в государстве 1921 года запрещались политические партии, образованные по религиозному или национальному признаку, что фактически ограничивало политическую деятельность в стране. Законом о внесении изменений в Закон о муниципалитетах и областном самоуправлении распускались все органы местного самоуправления, с последующим назначением новых по указу короля. В соответствии с Законом о наименовании и разделении Королевства на административные области от 1929 года Королевство СХС получило новое название — Королевство Югославия. Также законом была введена новая административная структура государства, в соответствии с которой оно было разделено на бановины. Новое территориальное устройство было направлено на укрепление централизации и продвижение идеи югославского унитаризма.

## Принятие
Установление диктатуры 6 января не решило экономические и политические проблемы страны. Попытка внедрения идеи всеобъемлющего югославизма только усугубила национальные противоречия и усилила сопротивление. Борьба государства с коммунистами и оппозиционными силами не смогла подавить растущее недовольство, усугублённое глобальным экономическим кризисом. Даже союзники, такие как Чехословакия и Франция, выразили недовольство ситуацией в Югославии, что сделало страну неблагоприятной для иностранных инвесторов. Под давлением король в 1931 году отменил диктатуру и представил новую конституцию, которая фактически лишь продолжила диктаторский режим, не принеся подлинной демократизации.
Конституция 1931 года была октроированной, но изменялась по принципу двойного одобрения. Пересмотр конституции осуществлялся Народным представительством совместно с королём, который обладал правом конституционной инициативы. Процедура включала скрытый референдум: после одобрения изменений собрание распускалось, и новое собрание утверждало поправки, которые затем подтверждал король. Основное отличие от Видовданской конституции заключалось в участии Сената в процессе изменений и усилении роли короля при возникновении разногласий между палатами. В случае конфликта король мог либо отклонить предложенные изменения, либо поддержать одну из сторон.

## Основные конституционные положения
Конституция определяет форму государства, герб, государственный флаг и официальный язык королевства — сербско-хорватско-словенский язык.
Конституция подчёркивает югославизм как общегосударственный принцип и общегосударственное движение. Признаются местные традиции и особенности сербов, хорватов и словенцев, но подчёркивается стремление достичь югославского единства путем их слияния, достижения целостного югославизма.
Согласно ст. 1 конституции, Королевство Югославия определяется как наследственная конституционная монархия, что подчёркивает доминирующую роль монарха в новом конституционном порядке. Характеристика «парламентская», имевшаяся в прежней Видовданской конституции, была оправданно опущена, так как правительство не отвечало перед парламентом.
Сохранялась унитарная форма государства, несмотря на то, что централизм был одним из главных недостатков констититуционного строя, установленного Видовданской конституцией, а также одним из основных источников политического кризиса.
Центральным конституционным органом по Сентябрьской конституции 1931 года являлся король, двухпалатное Народное собрание находилось в подчинённом ему положении, а Совет министров был полностью ему подконтролен. Судебная власть, в свою очередь, считалась формально независимой.
Законодательные полномочия, в основном, осуществлялись совместно королём и Народным собранием. Исполнительную власть король реализовывал через подотчётных ему министров, тогда как судебную власть исполняли суды, чьи приговоры и решения выносились и приводились в исполнение от имени короля на основании закона.
Гражданские права и свободы были сформулированы в Сентябрьской конституции сходным с Видовданской конституцией образом, за исключением социально-экономических положений, число которых было сокращено. В то время как в Видовданской конституции социально-экономическим вопросам уделялось двадцать три детализированные статьи, Сентябрьская конституция включала лишь четыре статьи на эту тему. В них были закреплены нормы о защите брака, семьи и детей, защите собственности, «свободе труда и заключения договоров в экономической сфере», а также положение об учреждении Экономического совета как консультативного органа по «экономическим и социальным вопросам». Административное производство предусматривалось как правовой механизм защиты индивидуальных и коллективных прав, а разрешением таких споров занимались суды первой инстанции по административным делам и Государственный совет, выполняющий функции высшего административного суда.
Административно-территориальное деление
Конституция 1931 года сохранила административно-территориальное деление страны, установленное Законом о названии и разделении Королевства на административные области от 3 октября 1929 года. Государство оставалось унитарным, с внутренним делением на бановины, округа и общины. Было предусмотрено существование девяти бановин с теми же названиями и административными центрами, что и по закону 1929 года. Конституция также определяла территории каждой бановины и предусматривала, что вопросы, касающиеся уточнения границ, будет решать министр внутренних дел. Названия бановин были географическими (по именам крупных рек, протекающих через их территории; одна из них получила название по выходу к морю), что было направлено на устранение исторических и этнических ассоциаций с бановинами.
Государственное управление
Ежегодно Народное представительство утверждало государственный бюджет, который действовал в течение года. Бюджет должен был быть представлен в Народную скупщину не позднее месяца с момента её первого заседания в рамках очередной сессии. Одновременно с бюджетом в Народную скупщину подавался на рассмотрение и утверждение итоговый отчёт за последний завершённый финансовый год. Порядок составления и исполнения бюджета регулировался законом. Если Народная скупщина была распущена до утверждения бюджета, бюджет предыдущего финансового года продлевался указом на срок не более четырёх месяцев. В случае, если и в этот срок бюджет не был принят, королевским указом его действие могло быть продлено до конца нового бюджетного года.
Государственные налоги и общие государственные сборы могли устанавливаться исключительно на основании закона. Налоговые обязательства носили всеобщий характер, а размеры государственных сборов были одинаковыми на всей территории страны. Король и наследник престола уплачивали налоги на частное имущество. Любая помощь, будь то постоянная или временная, а также любые подарки или вознаграждения не могли быть предоставлены из государственной казны, если это не было предусмотрено законом.
Государственным имуществом распоряжался министр финансов, если иное не было предусмотрено законом. Право на установление монополий принадлежало государству. Полезные ископаемые, минеральные источники, термальные воды, а также природные ресурсы находились в государственной собственности, а их использование регулировалось специальным законодательством.
Переходные и заключительные положения
В переходных положениях предусматривалось, что до созыва Народного представительства король будет издавать и обнародовать законы указом, который должен был быть подписан председателем Совета министров, профильным министром и министром юстиции. Кроме того, все законы, за исключением Закона о королевской власти и верховном государственном управлении от 6 января 1929 года, оставались в силе до тех пор, пока не будут изменены или отменены в установленном порядке. Особую проблему представляло переходное положение, согласно которому ст. 101 Конституции не подлежала применению в течение пяти лет с момента её вступления в силу. Оно нарушало принцип несменяемости судей, что открывало возможность политического влияния на независимость судебной власти и дополнительно подрывало разделение властей по Монтескьё.
В заключительных положениях было установлено, когда Конституция вступает в силу (с момента её публикации в «Официальной газете»), кто будет ответственным за её исполнение (председатель Совета министров и все министры), а также предписывалось, что все обязаны подчиняться Конституции и действовать в соответствии с её положениями.

## Окончание действия
Действие Конституции закончилось после вторжения сил стран «оси» в Югославию, которое началось 6 апреля 1941 года и завершилось безоговорочной капитуляцией Королевской югославской армии 17 апреля, после чего Югославия была разделена и аннексирована странами-захватчиками. Это положило конец монархической фазе развития сербского и югославского конституционного права.